# Cao Rui
Cao Rui (曹叡) (204 ou 206 - 22 de janeiro de 239), nome de cortesia Yuanzhong (元仲), foi o segundo imperador do estado de Cao Wei durante o período dos Três Reinos, Reino de Wei. Reinou de 29 de junho de 226 a 22 de janeiro de 239, foi antecedido no trono pelo imperador Cao Pi e seguido por Cao Fang. Após a morte de Zhuge Liang, ele começou uma campanha para construir diversos palácios, enfraquecendo significativamente o Wei no processo, e deixando o reino vulnerável aos ataques de Jiang Wei e Sun Ran.